# Шлівоваць (Гвозд)
Шлівоваць (хорв. Šljivovac) — населений пункт у Хорватії, в Сисацько-Мославинській жупанії у складі громади Гвозд.

## Населення
Населення за даними перепису 2011 року становило 32 осіб.
Динаміка чисельності населення поселення:

## Клімат
Середня річна температура становить 10,59 °C, середня максимальна – 25,27 °C, а середня мінімальна – -6,45 °C. Середня річна кількість опадів – 1011 мм.
| Клімат поселення                              | Клімат поселення | Клімат поселення | Клімат поселення | Клімат поселення | Клімат поселення | Клімат поселення | Клімат поселення | Клімат поселення | Клімат поселення | Клімат поселення | Клімат поселення | Клімат поселення | Клімат поселення |
| Показник                                      | Січ.             | Лют.             | Бер.             | Квіт.            | Трав.            | Черв.            | Лип.             | Серп.            | Вер.             | Жовт.            | Лист.            | Груд.            |                  |
| Середній максимум, °C                         | 6,80             | 8,78             | 13,30            | 17,56            | 22,10            | 25,27            | 24,54            | 23,84            | 20,26            | 15,19            | 9,33             | 5,28             |                  |
| Середня температура, °C                       | 0,17             | 2,16             | 6,66             | 10,94            | 15,47            | 18,64            | 20,31            | 19,62            | 16,02            | 10,96            | 5,09             | 1,06             |                  |
| Середній мінімум, °C                          | −6,45            | −4,47            | 0,03             | 4,31             | 8,84             | 12,01            | 16,10            | 15,40            | 11,80            | 6,74             | 0,86             | −3,18            |                  |
| Норма опадів, мм                              | 61               | 59               | 69               | 81               | 86               | 97               | 90               | 94               | 96               | 98               | 102              | 78               |                  |
| Середньомісячна швидкість вітру, м/с          | 1.60             | 1.76             | 2.19             | 2.09             | 1.90             | 1.70             | 1.70             | 1.55             | 1.50             | 1.58             | 1.65             | 1.65             |                  |
| Середньомісячна сонячна радіація, кДж/м²·день | 4262             | 6942             | 10539            | 15046            | 19220            | 21233            | 22402            | 19283            | 14235            | 8832             | 4682             | 3417             |                  |
| --------------------------------------------- | ---------------- | ---------------- | ---------------- | ---------------- | ---------------- | ---------------- | ---------------- | ---------------- | ---------------- | ---------------- | ---------------- | ---------------- | ---------------- |
| Джерело:                                      |                  |                  |                  |                  |                  |                  |                  |                  |                  |                  |                  |                  |                  |